# کمیک دیجیتال
کمیک‌های دیجیتال (به انگلیسی: Digital comics) که با عناوین کمیک‌های الکترونیکی (به انگلیسی: electronic comics) و ای‌کامیکس (به انگلیسی: e-comics, eComics, ecomics) نیز شناخته می‌شوند، کمیک‌هایی‌اند که به‌صورت دیجیتالی منتشر می‌شوند و چاپ نمی‌گردند. کمیک‌های دیجیتالی بیشتر به‌شکل کمیک‌های تلفن همراه ارائه می‌شوند. وب‌کامیک‌ها‌ نیز ممکن است در دسته‌بندی «کمیک‌های دیجیتال» قرار گیرند.